# Vincenzo de Romita
Pour les articles homonymes, voir Romita.
Vincenzo de Romita (né le 23 mai 1838 à Bari et mort dans la même ville le 9 mai 1914) est un naturaliste italien.